# Khamanon
Khamanon is een nagar panchayat (plaats) in het district Fatehgarh Sahib van de Indiase staat Punjab. 

## Demografie
Volgens de Indiase volkstelling van 2001 wonen er 8.876 mensen in Khamanon, waarvan 55% mannelijk en 45% vrouwelijk is. De plaats heeft een alfabetiseringsgraad van 70%.